# Lepiderema largiflorens
Lepiderema largiflorens är en kinesträdsväxtart som beskrevs av Sally T. Reynolds. Lepiderema largiflorens ingår i släktet Lepiderema och familjen kinesträdsväxter. Inga underarter finns listade i Catalogue of Life.